# Debar
Debar (macedónul Дебар, albánul Dibra) városa az azonos nevű község székhelye Észak-Macedóniában.

## Népesség
Debarnak 2002-ben 14 561 lakosa volt, melyből 10 768 albán (73,95%), 1 415 török (9,71%), 1 079 cigány (7,41%), 1 054 macedón (7,23%), 22 szerb, 2 bosnyák, 2 vlach, 219 egyéb.
Debar községnek 2002-ben 19 542 lakosa volt, melyből 11 348 albán (62,2%), 3 911 macedón (18,8%), 2 684 török (11%), 1 080 cigány, 519 egyéb.

## A községhez tartozó települések
- Debar
- Baniste,
- Bomovo,
- Gari (Debar),
- Gorno Koszovraszti,
- Dolno Koszovraszti,
- Konyari (Debar),
- Krivci,
- Mogorcse,
- Oszoj (Debar),
- Otisani,
- Rajcsica,
- Szelokutyi,
- Szpasz,
- Tatar Elevci,
- Trnanity,
- Hame,
- Dzsepiste.